# Șterivka
Șterivka (în ucraineană Штерівка) este o așezare de tip urban din orașul regional Krasnîi Luci, regiunea Luhansk, Ucraina. În afara localității principale, nu cuprinde și alte sate.

## Demografie
Componența lingvistică a așezării de tip urban Șterivka
     Ucraineană (63,86%)
     Rusă (35,91%)
     Alte limbi (0,12%)
Conform recensământului din 2001, majoritatea populației așezării de tip urban Șterivka era vorbitoare de ucraineană (63,86%), existând în minoritate și vorbitori de rusă (35,91%).